# Monika Kowalska (actriz)
Monika Kowalska (Starachowice, 25 de octubre de 1982) es una actriz de cine y televisión polaca pero que ha desarrollado toda su carrera en España. Es principalmente conocida por sus trabajos en series como Hablan, kantan, mienten, Doctor Mateo, donde interpreta el papel de Ilsa. En los últimos años ha tenido varias apariciones episódicas en series como Vivir sin permiso, Servir y proteger o Mar de plástico. En el cine, ha trabajado en títulos como La puerta abierta, El destierro, La Rusa o Pullman.

## Biografía
Monika Kowalska nació el 25 de octubre de 1982 en la pequeña localidad polaca de Starachowice, después de terminar la selectividad se mudó a Nueva York para estudiar inglés, donde conoció al que posteriormente sería su marido que le convenció para quedarse a vivir en España. en 2008, hizo su debut en la pequeña pantalla en la serie juvenil Hablan, Kantan, Mienten producida por Notro Televisión para la cadena de TV española Cuatro donde interpreta el papel de Maite. Entre 2010 y 2011, interpretó uno de sus personajes más recordados el de la polaca Ilsa en la serie de televisión de drama médico, Doctor Mateo.
En 2015, obtuvo su primer papel protagonista en el cine en la película española El destierro, ópera prima del director Arturo Ruiz Serrano, ambientada en la guerra civil española, donde interpreta el papel de Zoska una brigadista polaca que es encontrada malherida por dos soldados nacionales en un pequeño fortín, que se encuentra en un frío e inhóspito lugar en las montañas de Ávila. Ese mismo año dirigió, escribió y produjo el cortometraje La corbata. Además de su participación en la película El destierro ha participado en otros tres largometrajes La puerta abierta (2016) protagonizada por Carmen Machi, La Rusa (2018) donde tiene un papel protagonista y Pullman (2019) que se estrenó en Filmin debido a la pandemia de COVID-19.
Entre 2011 y 2021, ha tenido un gran número de papeles episódicos en numerosas series de televisión españolas entre las que cabe destacar Hospital Central (2012), Mar de plástico (2016), Servir y proteger (2018), Vivir sin permiso (2020), Valeria (2020), Veneno (2020) y Dime quién soy (2020).
En 2022 protagonizó el anuncio del Sorteo Extraordinario de Navidad donde interpretó el papel de Vika, una ciudadana extranjera que no habla español a la que una compañera de trabajo la da la bienvenida y ayuda.

## Filmografía

### Cortometrajes
| Año  | Título                                               | Papel           | Notas     | Ref.   |
| ---- | ---------------------------------------------------- | --------------- | --------- | ------ |
| 2008 | Martina y la luna                                    | Narradora       |           |        |
| 2010 | Aire                                                 | Anna            |           |        |
| 2010 | Mirada perdida                                       | Mónica Kowalski |           |        |
| 2015 | Tadeusz Kantor cumple 100 años en el Museo del Prado | La Infanta      |           | [ 16 ] |
| 2015 | La corbata                                           | Alina           | Directora | [ 6 ]  |
| 2016 | Looking for Work                                     | Secretaria      |           |        |
| 2017 | Como en las películas                                | María           |           |        |
| 2017 | Madres de luna                                       |                 |           |        |
| 2022 | Good Friday                                          | Madre Agata     |           |        |

### Películas
| Año  | Título            | Papel    | Notas | Ref.          |
| ---- | ----------------- | -------- | ----- | ------------- |
| 2015 | El destierro      | Zoska    |       | [ 5 ]         |
| 2016 | La puerta abierta | Masha    |       | [ 3 ]         |
| 2018 | La Rusa           | Svitlana |       |               |
| 2019 | Pullman           |          |       | [ 17 ] [ 11 ] |

### Televisión
| Año       | Título                  | Papel             | Notas                                                                          | Ref.   |
| --------- | ----------------------- | ----------------- | ------------------------------------------------------------------------------ | ------ |
| 2008-2009 | Hablan, kantan, mienten | Maite             | 36 episodios                                                                   | [ 7 ]  |
| 2010      | Usta usta               | Sylwia            | Episodio 2x12 - «Sylwia»                                                       |        |
| 2010-2011 | Doctor Mateo            | Ilsa              | 19 episodios                                                                   |        |
| 2012      | Hospital Central        | Sofía             | Episodioː «El corazón no avisa»                                                |        |
| 2016      | Mar de plástico         |                   | 2 episodios                                                                    |        |
| 2018      | Servir y proteger       | Dana              | 4 episodios                                                                    | [ 13 ] |
| 2020      | Vivir sin permiso       |                   | Episodioː «El mal menor»                                                       |        |
| 2020      | Otros mundos Movistar+  |                   | Episodiosː «Los mártires de la carrera espacial» y «El último ovni de la URSS» |        |
| 2020      | Valeria                 | Inquilina de Lola | Episodioː «La regadera»                                                        |        |
| 2020      | Veneno                  | Enfermera         | 2 episodios                                                                    |        |
| 2020-2021 | Dime quién soy          | Actriz            | 9 episodios                                                                    | [ 18 ] |
| 2021      | Los hombres de Paco     |                   | Episodioː «Air Force One»                                                      |        |
| 2024      | Reina Roja              |                   | Episodio: «Un tatuaje»                                                         |        |
| 2024      | Cicatriz                |                   | Miniserie; 6 episodios                                                         |        |

### Teatro
| Año  | Obra                           | Teatro       | Ref.   |
| ---- | ------------------------------ | ------------ | ------ |
| 2010 | Sé infiel y no mires con quién | Teatro Amaya | [ 19 ] |